# Волково (Ирбитское муниципальное образование)
Волково — село в Ирбитском МО Свердловской области, Россия.

## Географическое положение
Село Волково муниципального образования «Ирбитское муниципальное образование» находится в 12 километрах на север от города Ирбит (по автомобильной дороге — 14 километров), на левом берегу реки Ница, отделена от русла многочисленными озёрами-старицами. Через село проходит автодорога Ирбит — Туринск. В начале XX века отмечалось, что Волковское село Ирбитского уезда расположено в 12 верстах на север от города Ирбита и в 250 верстах от Екатеринбурга. Почва чернозёмная. Климат не уравновешенный: зимою, при северном ветре, морозы доходят до минус 45 градусов, а в мае иногда бывают значительные холода, а иногда большие жары в октябре.

## История села
Образование села относится к концу XVII века как Кочегаровская слобода, данной по фамилии большинства населявших, потом, с преобладанием количества жителей с фамилией Волковых, село стало Волковское. Первые жители именовались вольными ямщиками, казаками, и приходили на свободные места Ирбитского уезда из Тобольской губернии для занятия хлебопашеством. Главным занятием жителей в начале XX века было земледелие и извозный промысел и работы в городе Ирбите во время ярмарки в качестве прислуги, рассыльных, приказчиков и прочих.

## Школа
В 1902 году в селе существовало земское начальное народное училище.

## Население
В 1900 году численность населения составляло 1121 мужского и 1169 женского пола. Все были русские, православные.
| 2002 | 2010 | 2021 |
| ---- | ---- | ---- |
| 283  | ↘259 | ↘207 |

## Вознесенская церковь
Первый деревянный храм был построен на средства прихожан в 1727 году. Он был освящён во имя святой великомученицы Екатерины в 1727 году. Впоследствии храм этот по причине ветхости был разобран, а получившееся от разборки его дерево употреблено на обжигание кирпича для нового храма. Новый храм каменный, однопрестольный с одним приделом во имя святой великомученицы Екатерины был заложен в 1817 году. Придельный храм был освящён в 1830 году, а главный храм освящён в честь Вознесения Господня 15 марта 1851 года. В 1890 году придельный храм был перестроен и расширен, а место бывшего престола огорожено перилами и там поставлена тумба с надписью: «иззуй сапоги от ног твоих: место бо, на немжи ты стоиши, земля свята есть» (Исх. III, 5); поверх тумбы была поставлена Иверская икона Божией Матери. Священник и просфорня помещались в церковных домах. Церковь была закрыта в 1938 году. В советское время в здании размещался клуб. Стены были закрыты штукатуркой, что позволило сохранить оригинальные росписи.